# José Augusto Torres
José Augusto da Costa Séneca Torres (ur. 8 września 1938 w Torres Novas, zm. 3 września 2010 w Lizbonie) – portugalski piłkarz i trener piłkarski. Był jednym z najskuteczniejszych napastników portugalskich lat 60. W latach 1984–1986 prowadził reprezentację Portugalii, z którą, bez powodzenia, startował w Mundialu 1986.

## Kariera piłkarska
Przez większą część sportowej karierę związany był z Benfiką Lizbona, z którą trzykrotnie grał w przegranych przez nią finałach Pucharu Mistrzów (1963, 1965 i 1968). Wcześniej – w 1961 i 1962 roku -, kiedy Benfica zdobywała trofeum, był jedynie rezerwowym.
Obok Eusébio, Mário Coluny i António Simõesa był najważniejszym ogniwem reprezentacji Portugalii, która w 1966 roku zdobyła na Mundialu z brązowy medal. Na turnieju Torres strzelił trzy gole.
Grał też w FC Barreirense (1954-1959) Vitórii Setúbal (1971-1975) i GD Estoril Praia (1975-1980).

## Sukcesy piłkarskie
- mistrzostwo Portugalii 1961, 1963, 1964, 1965, 1967, 1968, 1969 i 1971, Puchar Portugalii 1962, 1964, 1969 i 1970, Puchar Mistrzów 1961 i 1962 oraz finał Pucharu Mistrzów 1963, 1965 i 1968 z Benfiką Lizbona

W drużynie narodowej od 1963 do 1973 roku rozegrał 33 mecze i strzelił 14 bramek – III miejsce na Mundialu 1966.

## Kariera szkoleniowa
W latach 1984–1986 był selekcjonerem reprezentacji Portugalii. Po dwudziestoletniej przerwie awansował z nią do finałów mistrzostw świata. W rozgrywkach o Puchar Świata drużyna spisała się znacznie poniżej oczekiwań, mimo zwycięstwa w pierwszym meczu z Anglią przegrała z Polską oraz Marokiem i zajęła ostatnie miejsce w grupie. Po turnieju Torres podał się do dymisji.